# Tramway d'Alexandrie
Le tramway d'Alexandrie est le réseau de tramways de la ville d'Alexandrie, en Égypte. Ouvert au 8 janvier 1860, il est composé de deux réseaux :
- Tram Al Ramleh : quatre lignes. Ses rames sont de couleur bleue et crème.
- Tram Al Madina : seize lignes. Ses rames sont de couleur jaune, ou rouge et jaune.

## Historique
Le tramway d'Alexandrie a commencé à fonctionner en 1860. C'est le plus ancien tramway en Afrique et l'un des plus anciens dans le monde.
Il a été à traction hippomobile sur la ligne principale entre « Ramleh Station », place Saad Zaghoul et « Victoria Station », puis transformé en traction à vapeur et enfin électrifié (captage du courant par perche) en 1902. La plupart des machines ont été héritées des réseaux de Bruxelles, Copenhague et Budapest ; quelques modèles plus rares viennent du Japon.
Au début du XIXe siècle, les tramways étaient en bois. Ils ont servi fidèlement jusque dans les années 1960. Une restauration du plus vieux tramway en bois a permis d'en faire un tramway pour le tourisme. Tout a été conservé d'origine, rien n'a été changé.
Tous les trains sont exploités avec un ensemble de voitures couplées, l'une étant réservée aux femmes. La plupart des voitures sont à plate-forme unique, mais un certain nombre de voitures modernes à deux étages sont en service.
La gare centrale « Ramleh Station » dispose de cinq voies pour les deux réseaux, les trams bleus circulent vers l'est, les trams jaunes circulent vers l'ouest. Le tramway participe à la pollution sonore de la ville.

Tramways d'Alexandrie
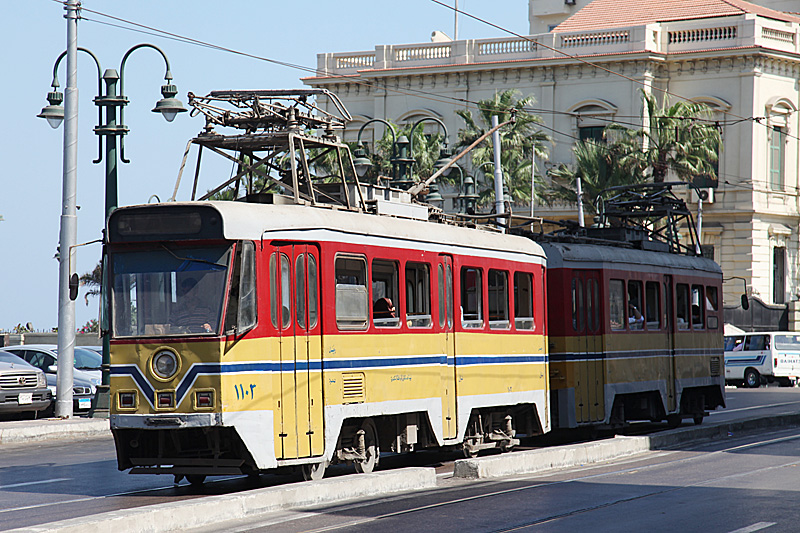
Tramway de la ligne jaune
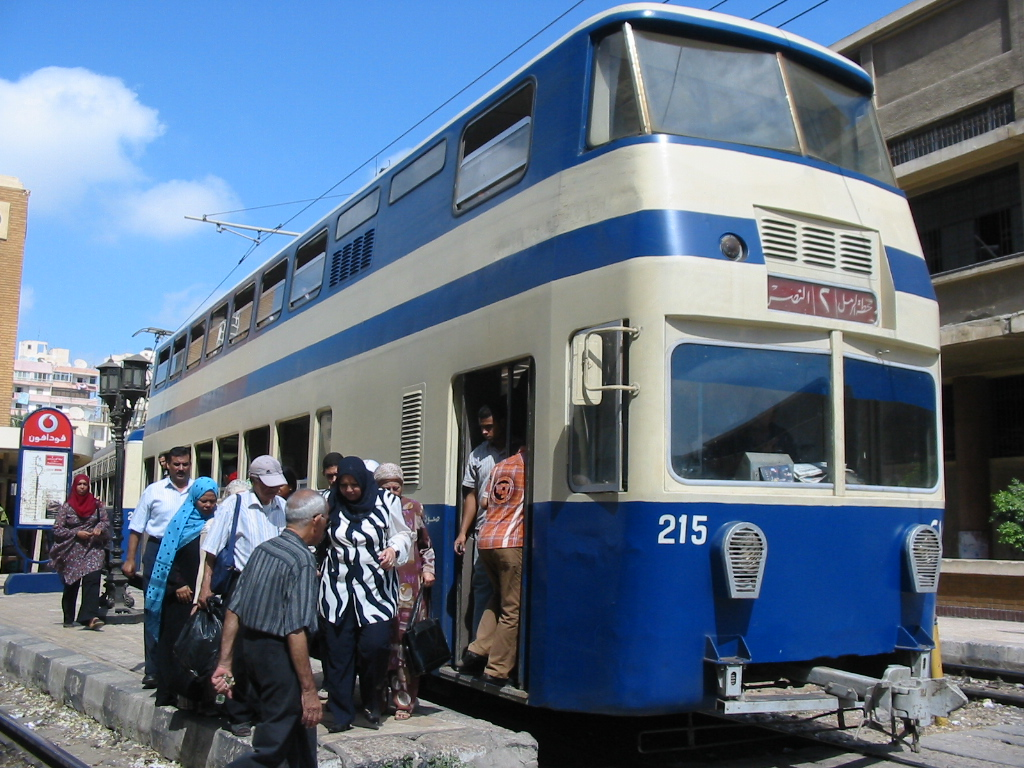
Tramway à étage de la ligne bleue
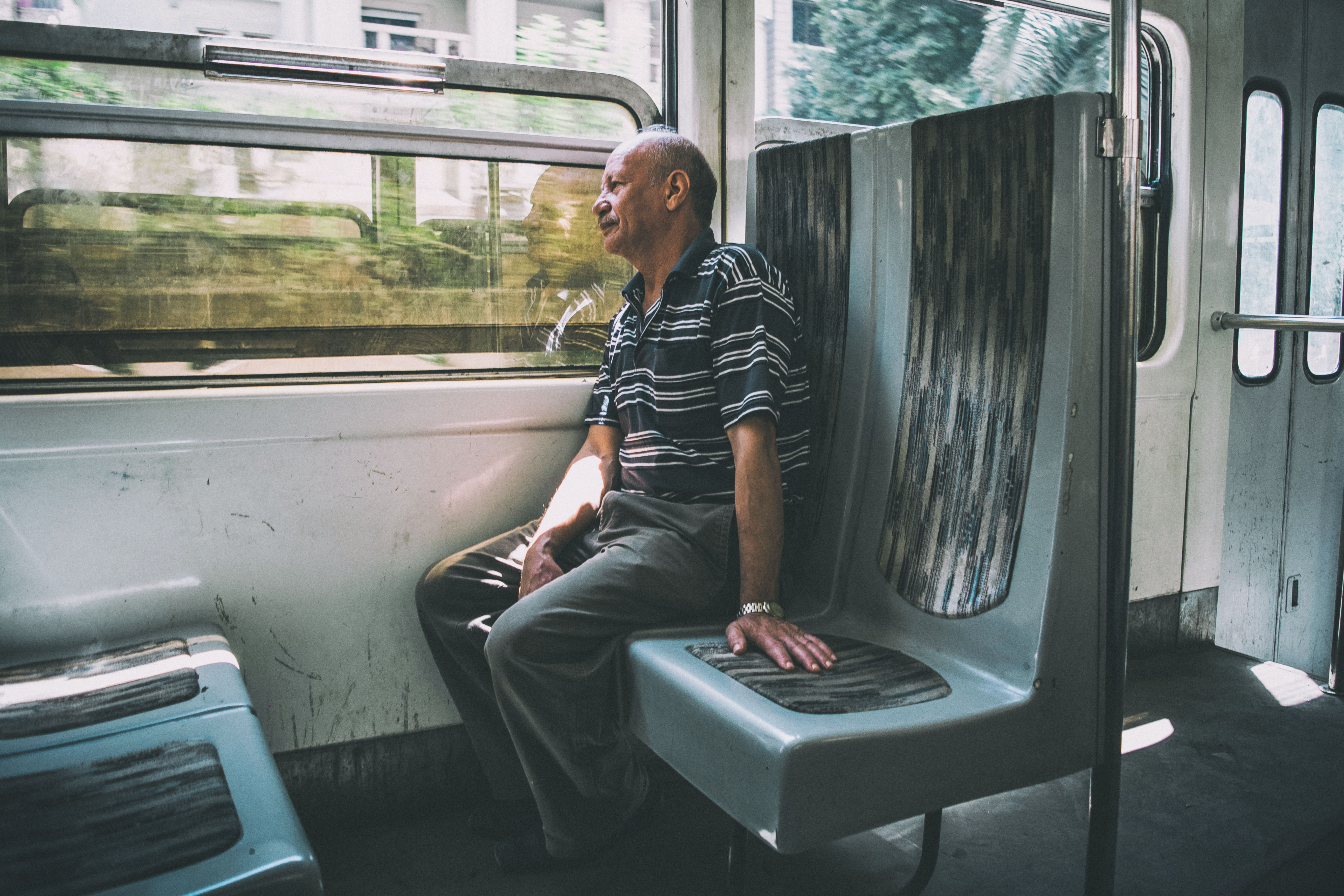
Passager (2016).
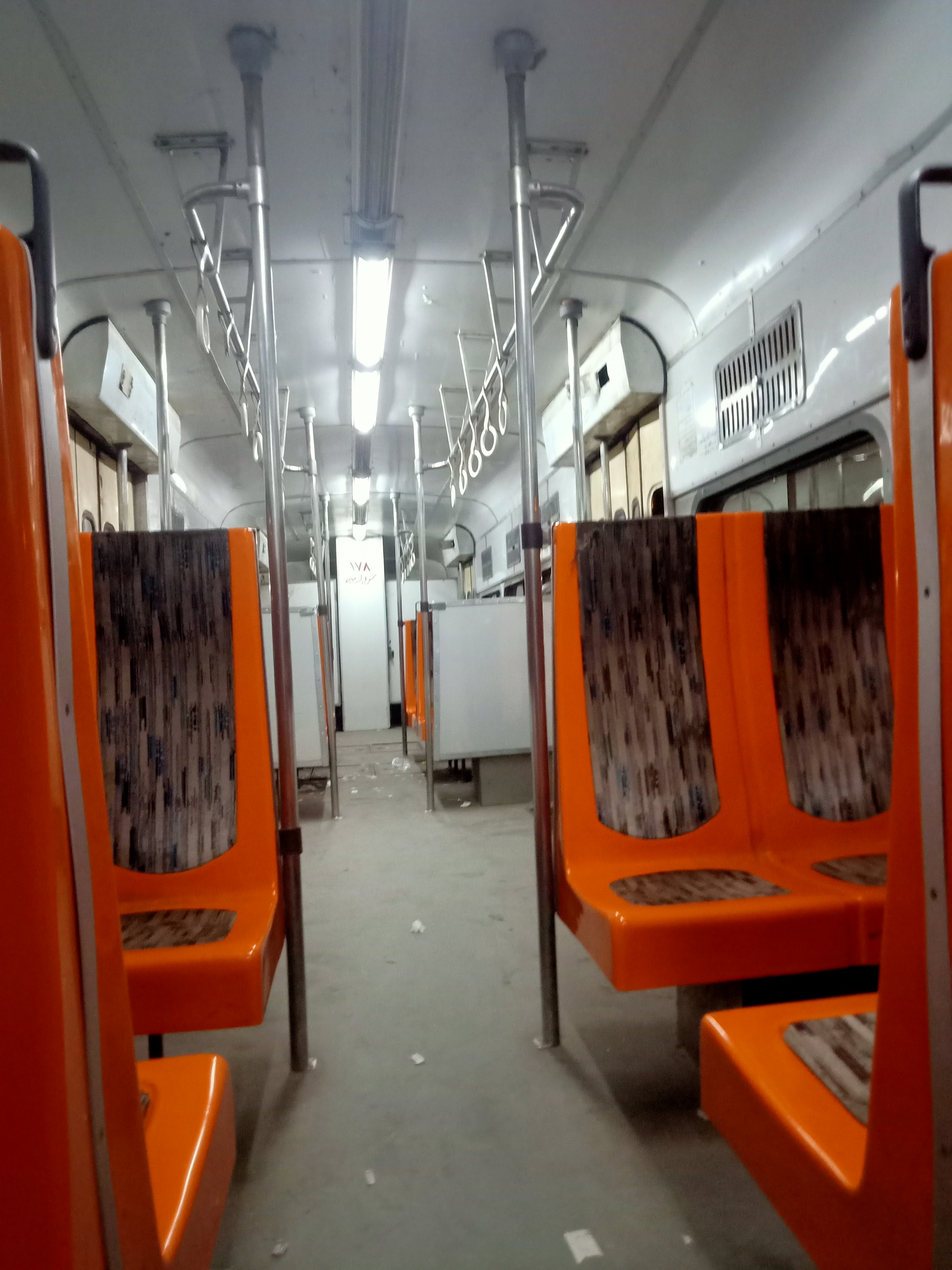
Intérieur à une heure tardive (2020).

### Événements récents
Fin mars 2012, pour la première fois depuis plus de 150 ans, le tramway d’Alexandrie a cessé de circuler en raison d’une grève des traminots, employés de l’autorité des transports publics (APTA). La grève a provoqué une paralysie presque complète de la ville. À la différence des conducteurs de bus du Caire, en grève depuis plus longtemps, ceux du tramway d’Alexandrie ont décidé d’abandonner la grève au bout de trois jours et d'utiliser une autre méthode : ils auraient décidé eux-mêmes de doubler le tarif du billet qui a atteint désormais cinquante piastres pour les trajets jusqu’à minuit et une livre égyptienne de minuit à six heures du matin.